# Братусь, Нина Васильевна
Нина Васильевна Братусь (24 марта 1926, Ромны — 30 сентября 2002, Винница) — советский и украинский врач-физиолог, доктор медицинских наук (1966), профессор (1966), Заслуженный деятель науки и техники Украинской ССР (1984).

## Биография
Родилась 24 марта 1926 года в городе Ромны Роменского округа (ныне Сумской области).
В начале 1930-х годов с семьёй переехала в Сумы, училась в средней школе № 2. С началом Великой Отечественной войны семья вместе с машиностроительным заводом имени Фрунзе (где работала мать) была эвакуирована в Челябинск, Нина Васильевна продолжила обучение в школе № 17, окончив её в 1943 году. Параллельно учёбе в 1942 году начала работать на местном заводе сборщицей стабилизаторов для мин, затем статистом Челябинской городской конторы Госбанка. В 1943 году поступила в Киевский медицинский институт, который с 1941 по 1944 год находился в эвакуации в Челябинске. После возвращения мединститута в УССР училась в Киеве, затем в Виннице, куда переехала по семейным обстоятельствам.
Окончив с отличием Винницкий мединститут, больше трёх лет работала в Винницком областном отделе здравоохранения на должности инспектора сектора охраны материнства и детства, параллельно трудилась педиатром в детской больнице.
В 1954 году в Одесском медицинском институте защитила кандидатскую диссертацию на тему «Влияние раздражения механорецепторов желудка и 12-перстной кишки на электрическую активность головного мозга». В 1964 году в Ленинградском институте физиологии АН СССР имени И. П. Павлова защитила докторскую диссертацию на тему «Электрофизиологическое исследование механизмов висцерорецепции мозжечка».
В 1951 году зачислена в аспирантуру кафедры нормальной физиологии Винницкого мединститута, работала в вузе: преподаватель-ассистент (1954—1960), доцент (1960—1965), заведующая кафедрой (1965—1992). С 1991 года — профессор кафедры нормальной физиологии.
30 сентября 2002 года, возвращаясь в 6:30 утра с пробежки, погибла под колёсами такси на перекрёстке улиц Пирогова и Василия Стуса.
В рамках декоммунизации улица Энгельса в Сумах была переименована в проезд Нины Братусь. Инициативная группа предлагала установить на фасаде здания школы № 2 мемориальную доску Н. В. Братусь.

## Научная деятельность
Сфера научных интересов — физиология мозга, в частности мозжечка. Исследовала представительство внутренних органов в центральной нервной системе.
Научный руководитель 15 кандидатов наук, консультант пяти докторских диссертаций. Автор более 180 научных трудов, главным образом по физиологии головного мозга и педагогики в высшей медицинской школе. Среди них:
- Мозжечок и висцерорецепторы. Ленинград, 1969.
- Преподавание вопросов медицинской деонтологии в курсе нормальной физиологии: Методическое пособие для студентов. — В., 1980.
- Физиология центральной нервной системы: Руководство к практическим занятиям по физиологии. Москва, 1988; Физиология нервной системы: Учеб. К.; В., 2001.